# 北部三角地帯

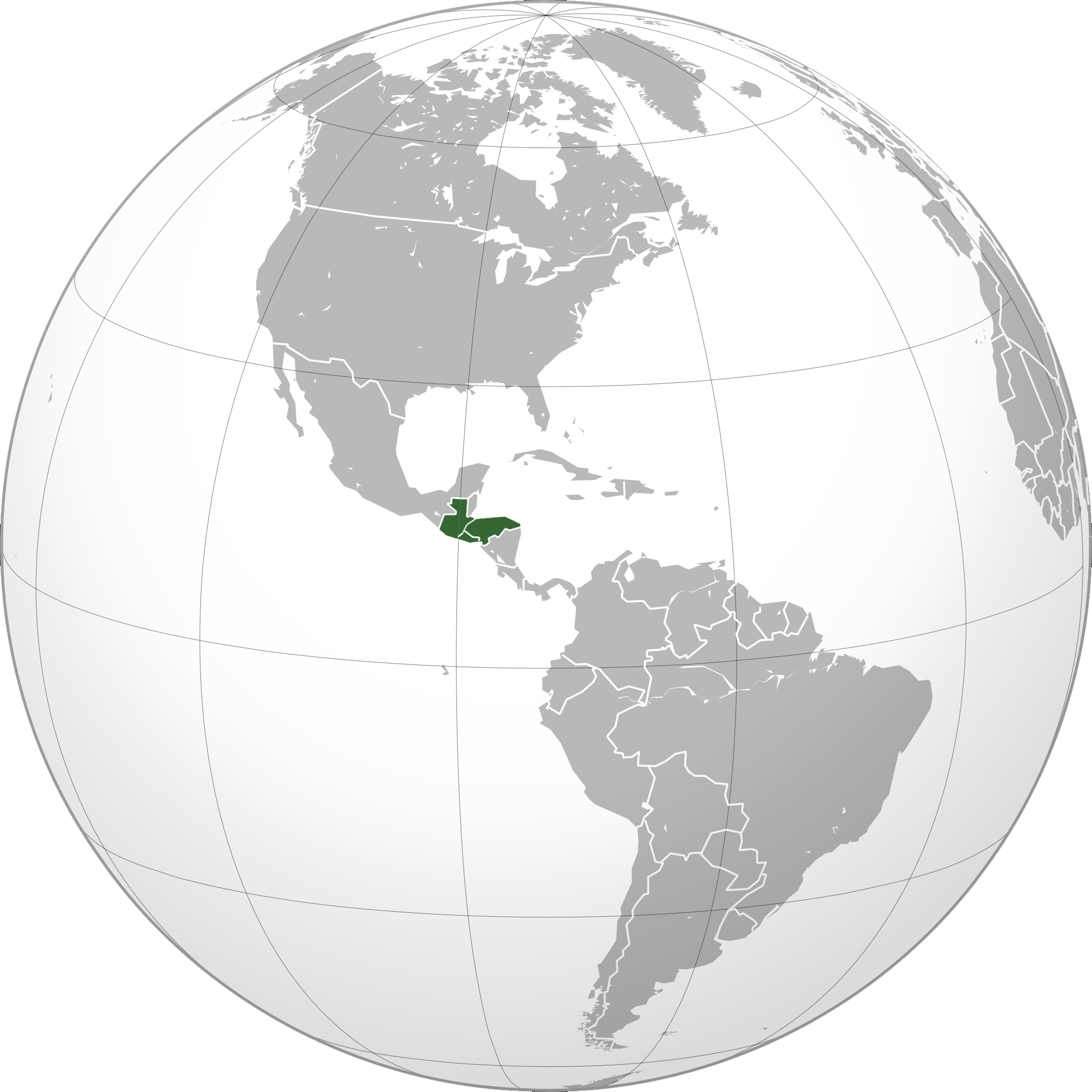
北部三角地帯であるグアテマラ、ホンジュラス、エルサルバドル

トリフィニオ生物圏保護区（図中三角印）で国境を共有する3国

北部三角地帯（ほくぶさんかくちたい、英語: Northern Triangle）は、中米に位置するグアテマラ、ホンジュラス、エルサルバドルの3カ国の総称である。
この単語は各国が経済統合していること、貧困や暴力事件などが蔓延し、この3カ国からの難民の数が増加しているなどの共通課題が存在していることからよく使用されている。

## 概要
北部三角地帯は西半球で最も貧しい地域の一つであり、2018年現在、3カ国すべての1人当たりGDPがラテンアメリカ諸国の下位20%に位置している。ホンジュラス・グアテマラ国民のうちの約60％が国の貧困線以下で生活していると推定されており、この割合はその他のラテンアメリカ諸国よりはるかに高い割合である。また、総送金額は北部三角地帯の総経済生産の約18％を占めている。3カ国はコロンビア、アメリカ、メキシコと貿易協定を結んでいる。まずメキシコとの協定が2001年に結ばれ、後にメソアメリカ統合・開発プロジェクトに関与し、2011年にはコスタリカとニカラグアに拡大した。
北部三角地帯は、長年の内戦と政情不安により、慢性的に多数の暴力事件に悩まされてきた。冷戦中、3カ国は代理戦争と政情不安の中心となり、グアテマラ内戦、エルサルバドル内戦などが発生し、中米紛争と総称された。
北部三角地帯は、エイティーンス・ストリート・ギャングやマラ・サルバトルチャなどの多国籍化した犯罪組織との対立を続けている。2000年代初頭、北部三角地帯によってラ・マノ・ドゥーラとして知られる反ギャング政策が制定されたが、結果として犯罪を減らすことはできず、逆にギャング構成員の新規獲得の場として使われる刑務所の人口を拡大させてしまうことになった。北部三角地帯の3国には殺人の割合が高いという特徴があり、国際連合の調査によると、2016年の人口10万人当たりの殺人件数は、グアテマラで27.26件、エルサルバドルで82.84件、ホンジュラスで56.52件であったこの件数は2019年までに多少減少したが、グアテマラで22件、エルサルバドルで51件、ホンジュラスでは40件など依然として高率を保っている。
北方三角地帯は移民の割合が高い。ピュー研究所が行った調査によると、2007年から2015年の間に、3カ国からアメリカへの移民の数は25％増加している。北方三角地帯で行われた調査やその他の研究によると、この移民の増加、移民が直面している社会的、経済的、環境的な苦境に起因している。移民増加の主要因として、気候変動が挙げられる。